# Oestranthrax obesus
Oestranthrax obesus är en tvåvingeart som först beskrevs av Friedrich Hermann Loew 1863.  Oestranthrax obesus ingår i släktet Oestranthrax och familjen svävflugor. Inga underarter finns listade i Catalogue of Life.